# Paracondeellum
Paracondeellum es un género de Protura en la familia Protentomidae, propio de China.

## Especies
- Paracondeellum dukouense Tang & Yin, 1988